# Hyacinthella glabrescens
Hyacinthella glabrescens là một loài thực vật có hoa trong họ Măng tây. Loài này được (Boiss.) K.Perss. & Wendelbo mô tả khoa học đầu tiên năm 1981.